# Ban Yet (Xaysetha)
Ban Yet – wieś położona w południowo-wschodnim Laosie, w prowincji Attapu, w dystrykcie Xaysetha.